# Malcolm McLaren
Malcolm McLaren (Londres, 22 de Janeiro de 1946 — Bellinzona, 8 de Abril de 2010) foi uma das personalidades mais importantes do rock, foi o empresário da banda Sex Pistols e de outras bandas, precursora do punk rock na Inglaterra. Em 1980 foi editado The Great Rock'n'roll Swindle que conta a história real dos Sex Pistols.
McLaren tem origens sefarditas.

## Morte

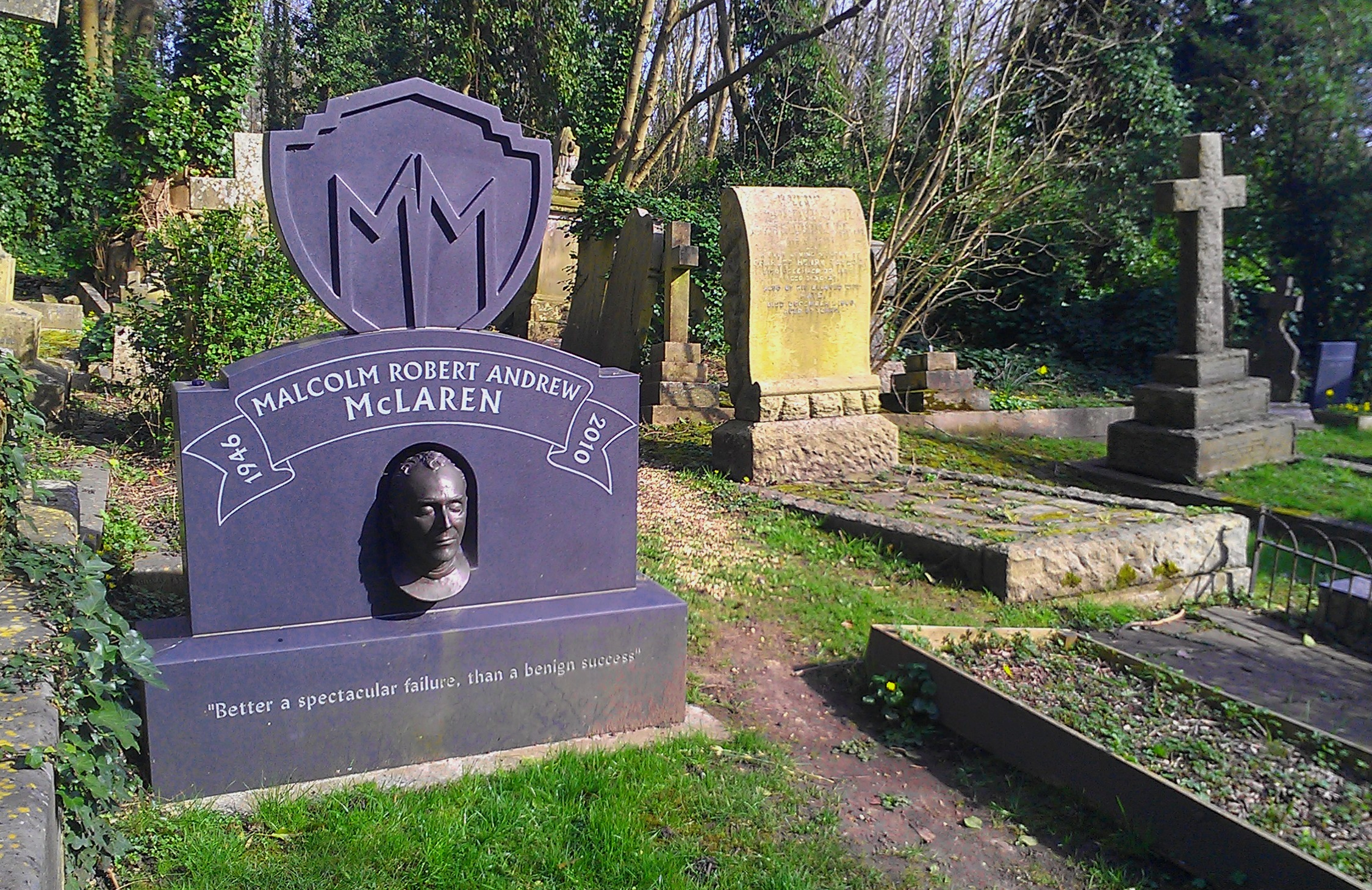
Túmulo de McLaren no Highgate Cemetery

Malcolm McLaren morreu em um hospital, na cidade  de Bellinzona, Suíça, na manhã de 8 de Abril de 2010. Malcolm lutava contra mesotelioma, um tipo de câncer, havia anos e não resistiu devido às suas condições físicas. Foi enterrado em Highgate Cemetery em Londres. Por uma bizarra coincidência, Vivienne Westwood, estilista inglesa que ajudou a popularizar a moda punk e sua ex-esposa, completou 69 anos na mesma data.
Mr McLaren também marcou época ao lançar Buffalo Gals, Worlds Famous, Hobo Scrath, Hey DJ ("break") - entre outras.
Segundo um porta-voz de McLaren declarou ao Independent: "Sua saúde deteriorou rapidamente e ele morreu esta manhã em Nova York. Seu corpo deverá ser enterrado no cemitério de Highgate, em Londres". Entretanto, conforme sua namorada, Young Kim, McLaren "faleceu em um hospital da Suíça onde estava sendo tratado de um câncer".